# Nemipterus elaine
Nemipterus elaine — вид окунеподібних риб родини ниткоперих (Nemipteridae). Описаний у 2020 році.

## Поширення
Вид поширений на заході Індійського океану біля південного узбережжя Мозамбіку.

## Опис
Вид морфологічно та генетично найближчий до Nemipterus randalli (Russell, 1986), але відрізняється коротшими грудними та тазовими плавцями та верхньою хвостовою часткою, що має коротку яскраво-жовту смугу (у N. randalli ця смуга довша і червоного кольору).